# Rasa Shastra
 (novembre 2023).
Si vous disposez d'ouvrages ou d'articles de référence ou si vous connaissez des sites web de qualité traitant du thème abordé ici, merci de compléter l'article en donnant les références utiles à sa vérifiabilité et en les liant à la section « Notes et références ».
Rasa Shastra est l'aspect de la médecine ayurvédique traitant de l'utilisation des métaux tels que le plomb, l'or, le mercure et l'argent dans les composés médicaux à base de plantes et de minéraux.